# Davide II di Scozia
Davide II di Scozia (Dunfermline Palace, 5 marzo 1324 – Castello di Edimburgo, 22 febbraio 1371) è stato un re scozzese dal 1329 al 1371.

## Il giovanissimo re
Era figlio di re Roberto I di Scozia e della sua seconda moglie, Elisabetta de Burgh, nacque nel palazzo di Dunfermline nel contea di Fife il 5 marzo 1324 e tre anni dopo sua madre morì. Secondo i termini del Trattato di Northampton egli si unì in matrimonio il 17 luglio 1328 con Giovanna Plantageneta (1321-1362), figlia del re Edoardo II d'Inghilterra e di Isabella di Francia. Dal loro matrimonio non nacquero figli. Davide divenne re di Scozia alla morte del padre il 7 giugno 1329 quando aveva appena cinque anni. Egli venne incoronato a Scone il 24 novembre 1331 insieme alla moglie di soli otto anni.
Durante la minore età di Davide, Thomas Randolph, conte di Moray, fu nominato guardiano di Scozia secondo un atto promulgato nel 1318, dopo la sua morte il 20 luglio 1332 venne rimpiazzato da Domnhall II, conte di Mar (1302 circa - 11 agosto 1332) da un'assemblea di nobili riunitisi a Perth il 2 agosto di quell'anno. Domnhall morì pochi giorni dopo cadendo alla battaglia di Dupplin Moor, dopo soli dieci giorni al suo posto andò Andrew Murray, cognato del defunto Roberto I poiché ne aveva sposato la sorella Christina Bruce (1278 circa - 1356 o 1357). Dopo meno di un anno, nell'aprile 1333, Andrew venne preso prigioniero dagli inglesi a Roxburgh e al suo posto venne scelto Archibald Douglas che cadde alla Battaglia di Halidon Hill il 19 luglio dello stesso anno.
Intanto il 24 settembre 1332 aveva portato gli inglesi alla vittoria alla battaglia di Dupplin Moor ed Edoardo Balliol, protetto di Edoardo III d'Inghilterra, venne incoronato re di Scozia dagli inglesi e dai suoi sostenitori scozzesi. Entro il mese di dicembre, Edoardo venne costretto a riparare in Inghilterra, ma tornò l'anno seguente prendendo parte a un'invasione della Scozia.

## L'esilio in Francia e la prigionia in Inghilterra
A causa della vittoria di Edoardo III d'Inghilterra e del suo protetto Edoardo Balliol, nella Battaglia di Halidon Hill nel luglio 1333, Davide e sua moglie furono inviati in esilio in Francia, e raggiunsero Boulogne nel maggio del 1334, venendo accolti con benevolenza dal re di Francia, Filippo VI. Poco sappiamo sul periodo del suo soggiorno in Francia, tranne il fatto che Château-Gaillard divenne la sua residenza e che fu presente alla scaramuccia tra l'esercito francese e quello inglese a Vironfosse nell'ottobre 1339.
Nel frattempo i suoi sostenitori in patria avevano avuto la meglio e Davide poté tornare nel suo regno nel giugno del 1341, quando prese le redini del governo. Nel 1346 rispettando i termini della Auld Alliance, egli invase l'Inghilterra in difesa degli interessi della Francia, ma venne sconfitto e fatto prigioniero alla Battaglia di Neville's Cross il 17 ottobre 1346. Davide venne preso prigionier da John Copeland presso Calais e da lì venne spedito alla corte di Edoardo III, venne inizialmente portato alla Torre di Londra. Al ritorno del re venne portato al castello di Windsor e fu l'inizio di una prigionia durata undici anni che passò per lo più a Londra e ad Odiham, nell'Hampshire. La sua prigionia non fu affatto dura, e presto iniziarono i negoziati per il suo rilascio. Alla fine, nell'ottobre del 1357, dopo diverse interruzioni, fu stipulato un accordo a Berwick con il quale gli Scozzesi accettavano il pagamento di 100.000 marchi e la consegna di numerosi ostaggi (tra cui l'erede di Davide, John Sutherland) come riscatto per la restituzione del loro sovrano.

## Il regno e la morte
Davide ritornò ancora una volta in Scozia, ma a causa dell'impoverimento del suo regno non fu possibile pagare interamente il riscatto promesso. L'unica soluzione possibile era offrire a Edoardo III o a uno dei suoi figli la corona della Scozia, anche se Davide sapeva bene che il suo popolo non avrebbe mai accettato tali condizioni. Nel 1363 partecipò in Inghilterra al celebre Banchetto dei Cinque Re. Nel 1364 il parlamento Scozzese rifiutò con indignazione la proposta del suo sovrano di eleggere come successivo sovrano Lionello Plantageneto, I duca di Clarence, tuttavia Davide negoziò segretamente con Edoardo III sulla questione dopo aver sedato una sommossa di alcuni nobili ribelli.
Dopo due anni di vedovanza Davide si risposò, il 20 febbraio 1364, con Margherita Drummond, vedova di John Logie, dalla quale divorziò attorno al 20 marzo 1370, anche da questo matrimonio non nacquero figli. Margherita viaggiò fino ad Avignone per conferire con papa Gregorio IX che si pronunciò contro la sentenza di divorzio. Negli anni finali del regno Davide governò con polso fermo, cercando di tenere a bada i baroni più recalcitranti e le grandi rivolte nobiliari senza smettere di perseguire l'obiettivo di ottenere una pace duratura con gli inglesi. Quando morì il regno era più prospero di quanto non si potesse pensare, le finanze reali più solide e la monarchia forte.
Il re morì nel castello di Edimburgo nel 1371 e fu sepolto presso l'Abbazia di Holyrood. Al tempo della sua morte egli aveva pianificato un matrimonio con la sua amante Agnes Dunbar. Non lasciò eredi e a lui successe suo nipote, Robert II. Davide non fu uno dei monarchi più celebrati della storia scozzese, ma soffrì molto del confronto con i suoi antenati più celebri e fu l'ultimo esponente maschile del clan Bruce.

## Ascendenza
|                                       |                 |                         | Genitori                                 |  |  | Nonni |  |  | Bisnonni                             |  |  | Trisnonni                             |  |
|                                       |                 |                         |                                          |  |  |       |  |  | Robert Bruce, V Signore di Annandale |  |  | Robert Bruce, IV Signore di Annandale |  |
|                                       |                 |                         |                                          |  |  |       |  |  | Robert Bruce, V Signore di Annandale |  |  | Robert Bruce, IV Signore di Annandale |  |
|                                       |                 | Isobel di Huntingdon    |                                          |  |  |       |  |  | Robert Bruce, V Signore di Annandale |  |  |                                       |  |
| Robert Bruce, VI signore di Annandale |                 |                         |                                          |  |  |       |  |  | Robert Bruce, V Signore di Annandale |  |  |                                       |  |
|                                       |                 | Isabella di Clare       | Gilberto di Clare, V conte di Gloucester |  |  |       |  |  |                                      |  |  |                                       |  |
|                                       |                 | Isabella di Clare       | Gilberto di Clare, V conte di Gloucester |  |  |       |  |  |                                      |  |  |                                       |  |
|                                       |                 | Isabella di Clare       | Isabella di Pembroke                     |  |  |       |  |  |                                      |  |  |                                       |  |
| Roberto I di Scozia                   |                 | Isabella di Clare       |                                          |  |  |       |  |  |                                      |  |  |                                       |  |
|                                       |                 | Niall, conte di Carrick | Donnchad, conte di Carrick               |  |  |       |  |  |                                      |  |  |                                       |  |
|                                       |                 | Niall, conte di Carrick | Donnchad, conte di Carrick               |  |  |       |  |  |                                      |  |  |                                       |  |
|                                       |                 | Niall, conte di Carrick | Avelina (forse)                          |  |  |       |  |  |                                      |  |  |                                       |  |
| Marjorie, Contessa di Carrick         |                 | Niall, conte di Carrick |                                          |  |  |       |  |  |                                      |  |  |                                       |  |
|                                       |                 | Margaret Stewart        | Walter Stewart                           |  |  |       |  |  |                                      |  |  |                                       |  |
|                                       |                 | Margaret Stewart        | Walter Stewart                           |  |  |       |  |  |                                      |  |  |                                       |  |
|                                       |                 | Margaret Stewart        | Bethoc di Angus                          |  |  |       |  |  |                                      |  |  |                                       |  |
| Davide II di Scozia                   |                 | Margaret Stewart        |                                          |  |  |       |  |  |                                      |  |  |                                       |  |
|                                       | Walter de Burgh | Richard Mor de Burgh    |                                          |  |  |       |  |  |                                      |  |  |                                       |  |
|                                       | Walter de Burgh | Richard Mor de Burgh    |                                          |  |  |       |  |  |                                      |  |  |                                       |  |
|                                       | Walter de Burgh | Egidia de Lacy          |                                          |  |  |       |  |  |                                      |  |  |                                       |  |
| Richard Og de Burgh                   | Walter de Burgh |                         |                                          |  |  |       |  |  |                                      |  |  |                                       |  |
|                                       |                 | Isabel FitzJohn         | John FitzJoeffrey                        |  |  |       |  |  |                                      |  |  |                                       |  |
|                                       |                 | Isabel FitzJohn         | John FitzJoeffrey                        |  |  |       |  |  |                                      |  |  |                                       |  |
|                                       |                 | Isabel FitzJohn         | Isabella Bigod                           |  |  |       |  |  |                                      |  |  |                                       |  |
| Elizabeth de Burgh                    |                 | Isabel FitzJohn         |                                          |  |  |       |  |  |                                      |  |  |                                       |  |
|                                       |                 | John de Burgh           | Hubert de Burgh                          |  |  |       |  |  |                                      |  |  |                                       |  |
|                                       |                 | John de Burgh           | Hubert de Burgh                          |  |  |       |  |  |                                      |  |  |                                       |  |
|                                       |                 | John de Burgh           | Beatrice de Warenne                      |  |  |       |  |  |                                      |  |  |                                       |  |
| Margarithe de Burgh                   |                 | John de Burgh           |                                          |  |  |       |  |  |                                      |  |  |                                       |  |
|                                       |                 | Hawise de Lanvaley      | William III de Lanvaley                  |  |  |       |  |  |                                      |  |  |                                       |  |
|                                       |                 | Hawise de Lanvaley      | William III de Lanvaley                  |  |  |       |  |  |                                      |  |  |                                       |  |
|                                       |                 | Hawise de Lanvaley      | Maud Peche                               |  |  |       |  |  |                                      |  |  |                                       |  |
|                                       |                 | Hawise de Lanvaley      |                                          |  |  |       |  |  |                                      |  |  |                                       |  |